# Porphyrinia quadrinotata
Porphyrinia quadrinotata là một loài bướm đêm trong họ Noctuidae.